# RS-717
Pour les articles homonymes, voir Route 717.
La RS-717 est une route locale de la mésorégion métropolitaine de Porto Alegre, dans l'État du Rio Grande do Sul, qui relie la municipalité de Tapes à la BR-116. Elle est longue de 14 km et dessert la seule commune précitée.